# فهرست فرودگاه‌های قلمرو بریتانیا در اقیانوس هند
این مقاله شامل فهرست فرودگاه‌های قلمرو بریتانیا در اقیانوس هند.
| مکان        | ایکائو | یاتا | نام فرودگاه |
| دیگو گارسیا | FJDG   | NKW  | دیگو گارسیا |